# Jumpei Takaki
Jumpei Takaki (高木 純平 Takaki Jumpei?, nacido el 1 de septiembre de 1982 en Kumamoto) es un futbolista japonés que se desempeña como defensa.

## Trayectoria

### Clubes
| Club              | País  | Año         |
| ----------------- | ----- | ----------- |
| Shimizu S-Pulse   | Japón | 2001 - 2010 |
| Consadole Sapporo | Japón | 2010 - 2012 |
| Shimizu S-Pulse   | Japón | 2013 - 2015 |
| Montedio Yamagata | Japón | 2015        |
| Tokyo Verdy       | Japón | 2016 - 2017 |

## Estadística de carrera

### J. League
| Club              | Año   | J. League | J. League | Copa J. League | Copa J. League | Total | Total |
| Club              | Año   | Part.     | Goles     | Part.          | Goles          | Part. | Goles |
| ----------------- | ----- | --------- | --------- | -------------- | -------------- | ----- | ----- |
| Shimizu S-Pulse   | 2001  | 0         | 0         | 0              | 0              | 0     | 0     |
| Shimizu S-Pulse   | 2002  | 10        | 1         | 1              | 0              | 11    | 1     |
| Shimizu S-Pulse   | 2003  | 9         | 0         | 0              | 0              | 9     | 0     |
| Shimizu S-Pulse   | 2004  | 18        | 0         | 4              | 0              | 22    | 0     |
| Shimizu S-Pulse   | 2005  | 13        | 0         | 6              | 0              | 19    | 0     |
| Shimizu S-Pulse   | 2006  | 26        | 2         | 3              | 0              | 29    | 2     |
| Shimizu S-Pulse   | 2007  | 11        | 0         | 4              | 0              | 15    | 0     |
| Shimizu S-Pulse   | 2008  | 5         | 0         | 3              | 0              | 8     | 0     |
| Shimizu S-Pulse   | 2009  | 12        | 0         | 6              | 1              | 18    | 1     |
| Shimizu S-Pulse   | 2010  | 5         | 0         | 1              | 0              | 6     | 0     |
| Consadole Sapporo | 2010  | 19        | 1         | -              | -              | 19    | 1     |
| Consadole Sapporo | 2011  | 36        | 1         | -              | -              | 36    | 1     |
| Consadole Sapporo | 2012  | 17        | 2         | 1              | 0              | 18    | 2     |
| Shimizu S-Pulse   | 2013  | 7         | 0         | 3              | 0              | 10    | 0     |
| Shimizu S-Pulse   | 2014  | 2         | 0         | 1              | 0              | 3     | 0     |
| Shimizu S-Pulse   | 2015  | 0         | 0         | 0              | 0              | 0     | 0     |
| Montedio Yamagata | 2015  | 12        | 0         | 2              | 0              | 14    | 0     |
| Tokyo Verdy       | 2016  | 21        | 0         | -              | -              | 21    | 0     |
| Tokyo Verdy       | 2017  | 3         | 0         | -              | -              | 3     | 0     |
| Total             | Total | 226       | 7         | 35             | 1              | 261   | 8     |

## Palmarés

### Títulos nacionales
| Título             | Club            | País  | Año  |
| ------------------ | --------------- | ----- | ---- |
| Copa del Emperador | Shimizu S-Pulse | Japón | 2001 |